# 里韋齊
49°7′31″N 28°19′40″E / 49.12528°N 28.32778°E
里韋齊（烏克蘭語：Рівець），是烏克蘭的村落，位於該國西南部文尼察州，由文尼察區負責管轄，處於羅韋齊河畔，始建於1600年，面積0.85平方公里，海拔高度229米，2001年人口275。